# Kłobuck (gmina)
Kłobuck est une gmina mixte du powiat de Kłobuck, Silésie, dans le sud de Pologne. Son siège est la ville de Kłobuck, qui se situe environ 75 km au nord de la capitale régionale Katowice.
La gmina couvre une superficie de 130,4 km2 pour une population de 20 371 habitants.

## Géographie
Outre la ville de Kłobuck, la gmina inclut les villages de Biała Dolna, Biała Górna, Borowianka, Gruszewnia, Kamyk, Kopiec, Lgota, Libidza, Łobodno, Nowa Wieś et Rybno.
La gmina borde la ville de Częstochowa et les gminy de Miedźno, Mykanów, Opatów et Wręczyca Wielka.